# Bizunesh Deba
Bizunesh Deba, aussi appelée Buzunesh Deba, née le 8 septembre 1987, est une athlète éthiopienne spécialiste de la course de fond et du marathon. En 2011, elle remporte le marathon de Los Angeles. En 2014, elle remporte le marathon de Boston à la suite de la disqualification de Rita Jeptoo,. 